# 1,1'-联萘-2,2'-二基磷酸氢酯
1,1'-联萘-2,2'-二基磷酸氢酯或联萘酚磷酸酯是一种有机化合物，化学式为C20H13O4P。它可由1,1'-联-2-萘酚和三氯氧磷在吡啶的存在下于四氢呋喃（或三乙胺于二氯甲烷）中反应，酸化后得到。